# Belloy (bande dessinée)
Pour les articles homonymes, voir Belloy (homonymie).
Belloy est une série  humoristique en bande dessinée, créée en 1948 par Albert Uderzo. Le scénario a été assuré, de 1950 à 1958, par Jean-Michel Charlier.

## Synopsis et publication
La première planche de Belloy paraît dans l'hebdomadaire OK, le 29 janvier 1948. Albert Uderzo, qui signe à l'époque Al Uderzo, est alors âgé de 20 ans. Le personnage de Belloy a le même physique musculeux que les héros précédemment créés par Uderzo dans les pages de OK, Arys Buck et son fils le prince Rollin. Contrairement à ceux-ci, qui n'avaient existé, l'un et l'autre, que le temps d'une unique aventure, Belloy devient le héros d'une véritable série. En 2012, Uderzo considère avec le recul son héros herculéen comme un « Schwarzenegger avant l'heure » et s'amuse du physique « microcéphale » qu'il lui avait créé.
Belloy, dont les aventures se déroulent dans un Moyen Âge folklorique, est un enfant trouvé, recueilli et élevé par un vieux paysan, le Père Hoc. Parvenu à l'âge adulte, Belloy découvre qu'outre sa force extraordinaire, il est quasi-invulnérable, son épaisse musculature ne pouvant être transpercée par aucune lame : seule sa tête est sensible aux coups. Le jeune homme, surnommé le « chevalier sans armure », et son père adoptif (ce dernier tenant un rôle de comparse comique), jouent les redresseurs de torts et vivent des aventures à la tonalité humoristique. Le titre complet de la série est alors Belloy l'invulnérable.
La collaboration d'Uderzo avec OK est cependant interrompue par le service militaire du dessinateur ; en outre, alors qu'Uderzo est sous les drapeaux, le journal cesse de paraître.
Revenu à la vie civile, Uderzo se tourne alors vers la Belgique pour y proposer son personnage à des journaux. Il rencontre en 1950 Jean-Michel Charlier, qui devient le scénariste des nouvelles aventures de Belloy, publiées désormais dans le quotidien belge La Wallonie. Les deux premières histoires de La Wallonie sont ensuite reprises en 1955 dans Pistolin, journal publicitaire dirigé par Jean-Michel Charlier et René Goscinny. Deux autres aventures, inédites cette fois, paraîtront dans le même journal en 1957 et 1958. Dans certaines histoires, le Père Hoc utilise un breuvage alcoolisé, son « cordial », qui augmente sa force et son courage et annonce la potion magique d'Astérix. Le physique de Belloy évolue avec le dessin d'Uderzo : la musculature du héros devient moins exagérée, et ses traits ressemblent désormais à ceux que le dessinateur donnera plus tard à Tragicomix.
Mais bientôt se profile l'aventure de Pilote et la série est abandonnée, Uderzo et Charlier se consacrant désormais chacun à d'autres séries. S'il n'y a plus de nouvelles histoires de Belloy après 1958, les 3 premiers opus du tandem Uderzo-Charlier sont republiés dans Pilote, du #133 au #200 (1962-63). Les deux auteurs collaborent à nouveau sur Les Aventures de Tanguy et Laverdure.
Les aventures de Belloy scénarisées par Charlier sont ensuite republiées dans le journal belge La Libre junior, puis en albums aux Éditions Michel Deligne. Une nouvelle réédition paraît plus tard chez Claude Lefrancq. Tous les épisodes de la série sont ensuite inclus dans l'Intégrale Uderzo, publiée à partir de 2012 aux Éditions Hors Collection.

## Les albums
1. Le Chevalier sans Armure -46 planches en noir et blanc (1977-Michel Deligne) Réédition en couleurs (1988-Claude Lefrancq Éditeur)
2. La Princesse Captive -46 planches en noir et blanc (1977-Michel Deligne) Réédition en couleurs (1990-Claude Lefrancq Éditeur)[7]
3. Le Baron Maudit -44 planches en noir et blanc (1977-Michel Deligne)
4. L'Homme qui Avait Peur de Son Ombre -44 planches en noir et blanc (1977-Michel Deligne)[8]

Nota : Les 3 premiers albums ont été repris dans une Intégrale (Tome 1)  publiée en 1995 par Claude Lefrancq Éditeur.